# Helictes carinalis
Helictes carinalis là một loài tò vò trong họ Ichneumonidae.